# 1999 XD102
1999 XD102 är en asteroid i huvudbältet som upptäcktes den 7 december 1999 av LINEAR i Socorro County, New Mexico.